# Kenneth Arnold

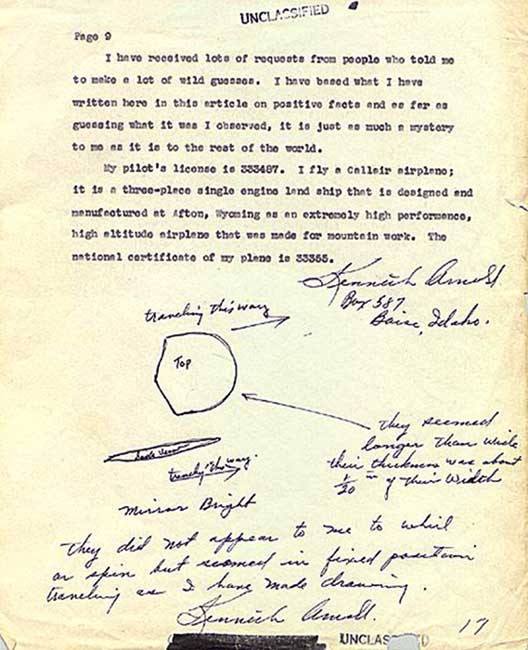
Dibujo realizado por Kenneth Arnold.

Kenneth A. Arnold (29 de marzo de 1915 - 16 de enero de 1984) fue un piloto privado de Boise, Idaho (Estados Unidos), que contempló el que está considerado como el primer avistamiento de un ovni en los Estados Unidos, a pesar de haber sido precedido por otros incidentes similares aunque menos divulgados.

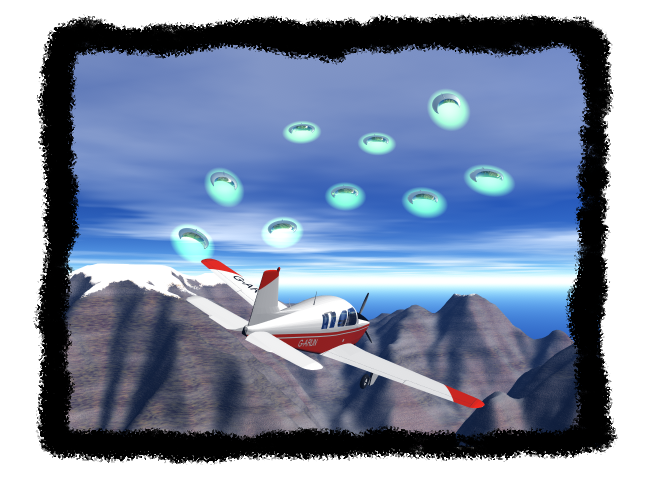
Reconstrucción del encuentro con los ovnis.

El 24 de junio de 1947 Arnold aseguró haber visto 9 objetos inusuales volando en cadena cerca de Mount Rainier, Washington, mientras se encontraba buscando una aeronave militar extraviada a bordo de un CallAir A-2. Describió los objetos como sumamente brillantes por el reflejo de la luz solar, con un vuelo errático ("como la cola de una cometa china") y con una "tremenda velocidad".
La historia de Arnold fue ampliamente divulgada por Associated Press y por otras agencias de noticias.

## Los reportes de prensa y los orígenes del término "platillo volador"
El 24 de junio de 1947, mientras volaba cerca del Monte Rainier en el estado de Washington, Arnold afirmó haber visto nueve objetos inusuales que vuelan en el cielo. Después de su avistamiento Arnold aterrizó en Yakima, Washington, donde hizo un informe de rutina al representativo de la Administración de Aeronáutica Civil. En su camino de regreso a Boise se detuvo en Pendleton, Oregon, donde repitió su historia a un grupo de personas en el que se encontraba un reportero de periódico. Varios años después, Arnold afirmó haber dicho al reportero que los objetos "volaban erráticamente, como un plato lanzado al agua", y así fue como nació el término "platillo volador". Otro término común para describir lo que Arnold vio es "discos voladores". Arnold se sintio malinterpretado ya que su descripción se refería más al movimiento de los objetos que a su forma.
Arnold describió originalmente la forma de los objetos como "plana como una tarta de pan", "la forma de un molde para pastel", "en forma de media luna, oval delante y convexa en la parte trasera", "algo así como un molde para pastel que fue cortado en la mitad con una especie de triángulo convexo en la parte trasera ", o simplemente" como un platillo "o" como un disco plano grande ", y también se describe su movimiento errático ser" como un volteo pescado al sol "o un platillo saltado a través del agua. De estos, la prensa acuñó rápidamente los nuevos términos "platillo volante" y "Disco de vuelo" para describir este tipo de objetos, muchos de los cuales fueron reportados en cuestión de días después de avistamiento de Arnold. Más tarde Arnold añadiría que uno de los objetos en realidad se parecía a un ala media luna o de vuelo.
La Fuerza Aérea de EE. UU. considera el caso de Arnold como un espejismo; esta es una de las explicaciones que han sido formuladas por los críticos.
Después de su avistamiento OVNI, Arnold se convirtió en una celebridad menor, y por cerca de una década después, fue algo complicada en entrevistar a otros testigos OVNI o contactados. Cabe destacar, que investigó las afirmaciones de Samuel Eaton Thompson, uno de los primeros contactados. Arnold escribió un libro y varios artículos de revistas sobre su avistamiento OVNI y su posterior investigación. Por la década de 1960, Arnold tenía poco que ver con los ovnis, y, finalmente, se negó todas las entrevistas. El 24 de junio de 1977, sin embargo, asistió al Primer Congreso Internacional OVNI en Chicago. Algunos de sus comentarios en el evento reflejó su descontento por la ignorancia general en relación con el asunto: "... Bueno, aquí hemos visto algo, he visto algo, cientos de pilotos han visto algo ... en el cielo. Hemos informado cumplidamente estas cosas. Y tenemos que tener 15 millones de testigos antes de que nadie analice en el problema ... en serio? Bueno, esto es absolutamente fantástico. Esto es más fantástica que los platillos volantes o personas de Venus o nada en lo que a mí respecta."
- Datos: Q1121306